# Naloučany
Naloučany (in tedesco Nalautschan) è un comune della Repubblica Ceca facente parte del distretto di Třebíč, nella regione di Vysočina.